# Musher

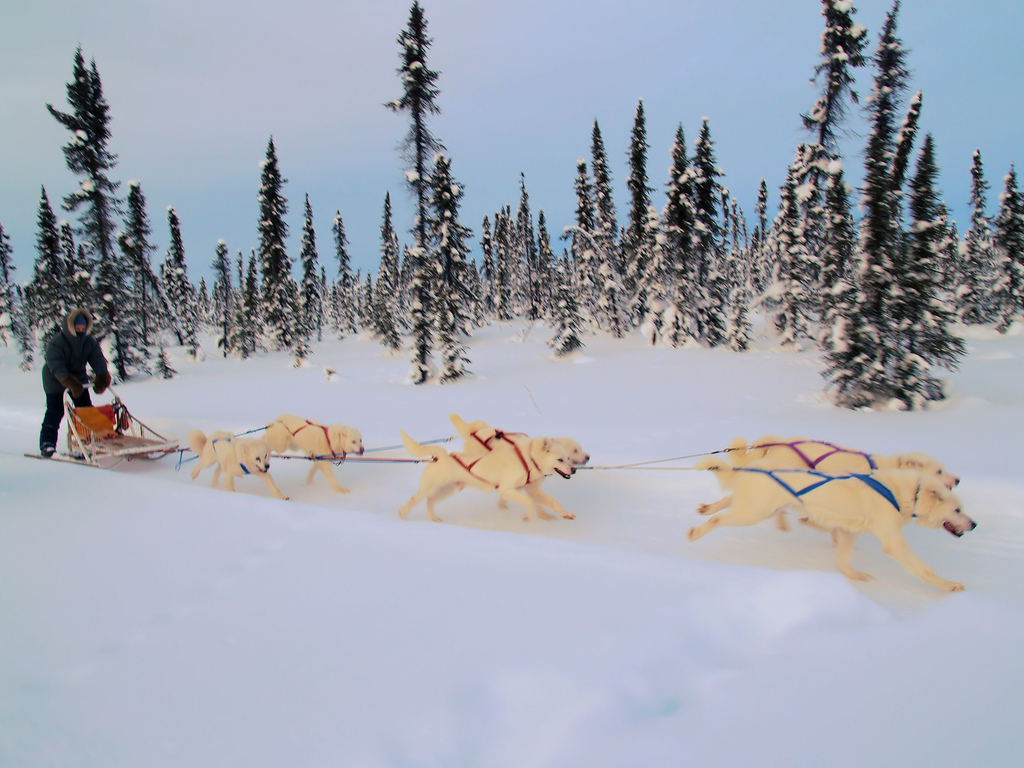
Musher mit Hundeschlittengespann

Musher ist der Fachausdruck für den Menschen, der ein Hundeschlittengespann lenkt. Er steht auf dem Schlitten und lenkt sein Gespann alleine durch gerufene Kommandos, die vom Leithund umgesetzt werden müssen.
Musher nennt man auch diejenigen, die den Hunden auf Langlaufskiern folgen, während sie über ein Seil mit einem Pulka verbunden sind. Einer der berühmtesten Musher war Leonhard Seppala, der mit seinem Hund Togo 1925 an einer Rettungsaktion teilnahm, um die Bewohner der Stadt Nome in Alaska vor einer Diphtherieepidemie zu retten, siehe Diphtherieepidemie in Nome.
Außerdem wird die Bezeichnung Musher in Anlehnung an den Hundeschlitten auch bei den Hundewagen (Dogcart) benutzt.
Ob der Begriff vom französischen Wort marcher (marschieren) oder aus dem Grönländischen stammt, ist bisher nicht geklärt. Außerdem gibt es noch das englische Verb to mush (zu Brei machen) und das englische Substantiv mush (Brei), die als Ursprung in Frage kommen könnten.